# Wormaldia kimminsi
Wormaldia kimminsi là một loài Trichoptera trong họ Philopotamidae. Chúng phân bố ở miền Cổ bắc.